# Jens Pulver
Pour les articles homonymes, voir Pulver.
Jens Johnnie Pulver,
né le 6 décembre 1974 à Sunnyside dans l'État de Washington, est un pratiquant américain d'arts martiaux mixtes (MMA). En 2001, il devient le premier champion des poids légers de l'Ultimate Fighting Championship. Il a aussi combattu au sein d'autres organisations à travers le monde, comme le Pride Fighting Championships et le World Extreme Cagefighting. Il est actuellement a la retraite depuis 2013 et fait des lives sur sa chaine Twitch JensPulver.

## Palmarès en arts martiaux mixtes
| 47 combats     | 27 victoires | 19 défaites |
| Par KO         | 14           | 8           |
| Par soumission | 4            | 9           |
| Sur décision   | 9            | 2           |
| Égalités       | 1            | 1           |

| Résultat | Record  | Adversaire        | Méthode                                       | Événement                                              | Date              | Round | Temps | Lieu            | Notes                                                            |
| -------- | ------- | ----------------- | --------------------------------------------- | ------------------------------------------------------ | ----------------- | ----- | ----- | --------------- | ---------------------------------------------------------------- |
| Défaite  | 27-19-1 | Sami Aziz         | Décision unanime                              | SC 9: Gothenburg                                       | 23 novembre 2013  | 3     | 5:00  | Göteborg, Suède |                                                                  |
| Défaite  | 27-18-1 | Masakatsu Ueda    | Soumission (d'arce choke)                     | ONE Fighting Championship: Kings and Champions         | 16 décembre 2011  | 2     | 3:52  |                 |                                                                  |
| Victoire | 27-16-1 | Zhao Ya Fei       | Décision technique unanime                    | ONE Fighting Championship: Rise of Kings               | 5 avril 2013      | 2     | 5:00  |                 |                                                                  |
| Défaite  | 26-17-1 | Eric Kelly        | TKO (coup de pied au corps et coups de poing) | ONE FC 5: Pride of a Nation                            | 31 août 2012      | 2     | 1:46  |                 |                                                                  |
| Victoire | 26-15-1 | Jesse Thorton     | Décision unanime                              | Cage Warrior Combat: Operation Fight Night             | 14 avril 2012     | 3     | 5:00  |                 |                                                                  |
| Défaite  | 25-16-1 | Tim Elliott (en)  | KO (coup de genou)                            | RFA 1: Elliott vs. Pulver                              | 16 décembre 2011  | 2     | 2:12  |                 |                                                                  |
| Victoire | 25-14-1 | Coty Wheeler      | TKO (coups de poing)                          | MMA Fight Pit: Genesis                                 | 13 août 2011      | 2     | 1:59  |                 |                                                                  |
| Défaite  | 24-15-1 | Brian Davidson    | Soumission (rear naked choke)                 | Titan Fighting Championships 18                        | 27 mai 2011       | 1     | 4:00  |                 |                                                                  |
| Victoire | 24-13-1 | Wade Choate       | Décision partagée                             | Chicago Cagefighting Championship III                  | 5 mars 2011       | 3     | 5:00  |                 |                                                                  |
| Victoire | 23-13-1 | Mike Lindquist    | Soumission (rear naked choke)                 | Xtreme Fighting Organization 38                        | 22 janvier 2011   | 1     | 0:49  |                 |                                                                  |
| Défaite  | 22-14-1 | Diego Garijo      | Soumission (étranglement en guillotine)       | PWP: War on the Mainland                               | 14 août 2010      | 1     | 1:08  |                 |                                                                  |
| Défaite  | 22-13-1 | Javier Vazquez    | Soumission (clé de bras)                      | WEC 47: Bowles vs. Cruz                                | 6 mars 2010       | 1     | 3:41  |                 |                                                                  |
| Défaite  | 22-12-1 | Josh Grispi       | Soumission (étranglement en guillotine)       | WEC 41: Brown vs. Faber 2                              | 7 juin 2009       | 1     | 0:33  |                 |                                                                  |
| Défaite  | 22-11-1 | Urijah Faber      | Soumission (étranglement en guillotine)       | WEC 38: Varner vs. Cerrone                             | 25 janvier 2009   | 1     | 1:34  |                 |                                                                  |
| Défaite  | 22-10-1 | Leonard Garcia    | TKO (coups de poing)                          | WEC 36: Faber vs. Brown                                | 5 novembre 2008   | 1     | 1:12  |                 |                                                                  |
| Défaite  | 22-9-1  | Urijah Faber      | Décision unanime                              | WEC 34: Faber vs. Pulver                               | 1er juin 2008     | 5     | 5:00  |                 |                                                                  |
| Victoire | 22-7-1  | Cub Swanson       | Soumission (étranglement en guillotine)       | WEC 34: Faber vs. Pulver                               | 12 décembre 2007  | 1     | 0:35  |                 |                                                                  |
| Défaite  | 21-8-1  | BJ Penn           | Soumission (rear naked choke)                 | The Ultimate Fighter: Team Pulver vs. Team Penn Finale | 23 juin 2007      | 2     | 3:12  |                 |                                                                  |
| Défaite  | 21-7-1  | Joe Lauzon        | KO (coup de poing)                            | UFC 63: Hughes vs. Penn                                | 23 septembre 2006 | 1     | 0:48  |                 |                                                                  |
| Victoire | 21-5-1  | Cole Escovedo     | KO (coup de poing)                            | IFL: Legends Championship 2006                         | 29 avril 2006     | 1     | 0:56  |                 |                                                                  |
| Victoire | 20-5-1  | Kenji Arai        | KO (soccer kick)                              | Pride Bushido 10                                       | 2 avril 2006      | 1     | 3:59  |                 |                                                                  |
| Défaite  | 19-6-1  | Hayato Sakurai    | TKO (coups de poing)                          | Pride Bushido 9                                        | 25 septembre 2005 | 1     | 8:56  |                 |                                                                  |
| Victoire | 19-4-1  | Tomomi Iwama      | KO (coup de poing)                            | Pride Bushido 7                                        | 22 mai 2005       | 1     | 1:00  |                 |                                                                  |
| Défaite  | 18-5-1  | Takanori Gomi     | KO (coup de poing)                            | Pride Shockwave 2004                                   | 31 décembre 2004  | 1     | 6:21  |                 |                                                                  |
| Victoire | 18-3-1  | Stephen Palling   | KO (coups de poing)                           | Shooto Hawaii: Soljah Fight Night                      | 9 juillet 2004    | 3     | 1:47  |                 |                                                                  |
| Victoire | 17-3-1  | Naoya Uematsu     | KO (coup de poing)                            | Shooto 2004: 3/22 in Korakuen Hall                     | 22 mars 2004      | 1     | 2:09  |                 |                                                                  |
| Victoire | 16-3-1  | Richard Hess      | Soumission (étranglemet en guillotine)        | IFC: Battleground Boise                                | 25 octobre 2003   | 1     | 2:14  |                 |                                                                  |
| Victoire | 15-3-1  | Joe Jordan        | KO (coup de poing)                            | Extreme Challenge 52                                   | 15 août 2003      | 2     | 3:12  |                 |                                                                  |
| Défaite  | 14-4-1  | Jason Maxwell     | TKO (coups de poing)                          | HOOKnSHOOT: Absolute Fighting Championships 3          | 24 mai 2003       | 1     | 4:54  |                 |                                                                  |
| Défaite  | 14-3-1  | Duane Ludwig      | KO (coup de poing)                            | UCC 12: Adrenaline                                     | 25 janvier 2003   | 1     | 1:13  |                 |                                                                  |
| Victoire | 14-1-1  | Takehiro Murahama | Décision partagée                             | UFO: Legend                                            | 8 août 2002       | 3     | 5:00  |                 |                                                                  |
| Victoire | 13-1-1  | Robert Emerson    | Décision unanime                              | Ultimate Wrestling                                     | 29 juin 2002      | 3     | 5:00  |                 |                                                                  |
| Victoire | 12–1-1  | BJ Penn           | Décision majoritaire                          | UFC 35: Throwdown                                      | 11 janvier 2002   | 5     | 5:00  |                 | Abandonne le titre poids légers et quitte l'UFC après ce combat. |
| Victoire | 11-1-1  | Dennis Hallman    | Décision unanime                              | UFC 33: Victory in Vegas                               | 28 septembre 2001 | 5     | 5:00  |                 |                                                                  |
| Victoire | 10-1-1  | Caol Uno          | Décision unanime                              | UFC 30: Battle on the Boardwalk                        | 23 février 2001   | 5     | 5:00  |                 | Remporte le titre poids légers de l'UFC.                         |
| Victoire | 9-1-1   | John Lewis        | KO (coup de poing)                            | UFC 28: High Stakes                                    | 17 novembre 2000  | 1     | 0:15  |                 |                                                                  |
| Victoire | 8-1-1   | Dave Gries        | KO (coups de poing)                           | Gladiators 10                                          | 14 octobre 2000   | N/A   | N/A   |                 |                                                                  |
| Défaite  | 7-2-1   | Din Thomas        | Soumission (clé de talon)                     | WEF: New Blood Conflict                                | 26 août 2000      | 2     | 0:33  |                 |                                                                  |
| Victoire | 7-1-1   | João Roque        | Décision unanime                              | UFC 26: Ultimate Field of Dreams                       | 9 juin 2000       | 3     | 5:00  |                 |                                                                  |
| Victoire | 6-1-1   | Eric Hibler       | KO (coups de genou et coups de poing)         | WEF 9: World Class                                     | 13 mai 2000       | 1     | 1:54  |                 |                                                                  |
| Victoire | 5-1-1   | David Velasquez   | TKO (coups de poing)                          | UFC 24: First Defense                                  | 10 mars 2000      | 2     | 2:41  |                 |                                                                  |
| Victoire | 4-1-1   | Phil Johns        | KO (coup de poing)                            | WEF 8: Goin' Platinum                                  | 15 janvier 2000   | 1     | 0:33  |                 |                                                                  |
| Égalité  | 3-1-1   | Alfonso Alcarez   | Égalité                                       | UFC 22: There Can Be Only One Champion                 | 24 septembre 1999 | 2     | 5:00  |                 |                                                                  |
| Victoire | 3-1     | Joe Stevenson     | KO (coup de poing)                            | Bas Rutten Invitational 3                              | 1er juin 1999     | 1     | 0:38  |                 |                                                                  |
| Victoire | 2-1     | Ray Morales       | Soumission (étranglement en guillotine)       | Bas Rutten Invitational 3                              | 1er juin 1999     | 1     | 0:51  |                 |                                                                  |
| Défaite  | 1-1     | David Harris      | Soumission (clé de cheville)                  | Bas Rutten Invitational 2                              | 24 avril 1999     | 1     | 11:57 |                 |                                                                  |
| Victoire | 1-0     | Curtis Hill       | TKO (arrêt du coin)                           | Bas Rutten Invitational 2                              | 24 avril 1999     | 1     | 3:00  |                 |                                                                  |

## Anecdotes
- Jens Pulver est longtemps resté le seul champion poids léger de l'UFC, puisque le champion suivant, Sean Sherk n'a été couronné que quatre ans plus tard.
- Il est également invaincu en boxe anglaise avec quatre victoires (dont trois avant la limite).